# Nachal Sansana
Nachal Sansana (hebrejsky נחל סנסנה) je vádí na Západním břehu Jordánu a v jižním Izraeli, v Judských horách a v severní části Negevské pouště.
Začíná na Západním břehu Jordánu v nadmořské výšce okolo 500 metrů, v kopcovité krajině Judských hor východně od hory Har Sansana a vesnice Sansana, která zčásti leží na Západním břehu Jordánu, zčásti již na území Izraele v jeho mezinárodně uznávaných hranicích. Směřuje pak k jihu zvlněnou krajinou, kterou západně odtud pokrývá uměle vysazený lesní komplex Ja'ar Sansana. Ze západu míjí vesnici Kramim a vstupuje do širšího údolí Bik'at Chatil, které je zčásti zemědělsky využívané. Poblíž křižovatky dálnice číslo 60 a dálnice číslo 31 ústí zprava do vádí Nachal Chevron, přičemž krátce předtím ještě od severu přijímá vádí Nachal Rimon.